# کانون گون

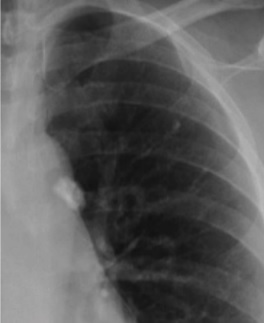
رادیوگرافی قفسه سینه از کانون گون

کانون گون (انگلیسی: Ghon focus) یک ضایعه اولیهٔ ساب پلورال (معمولاً) و بیشتر در نواحی میانی تا پایینی ریه است که توسط باسیل مایکوباکتریوم توبرکلوزیس (سل) در ریه یک میزبان غیر ایمن (معمولاً یک کودک) ایجاد می‌شود. کانون گون به افتخار آسیب‌شناس اتریشی آنتون گون (۱۹۳۶–۱۸۶۶) نام‌گذاری شده است.
کانون گون ناحیه کوچکی از التهاب گرانولوماتوز است که تنها در صورت کلسیفیه شدن یا رشد قابل توجه با رادیوگرافی قفسه سینه قابل تشخیص است (به مقالهٔ رادیولوژی سل مراجعه کنید). معمولاً این ضایعات بهبود می‌یابند، اما در برخی موارد، به‌ویژه در بیماران مبتلا به ضعف دستگاه ایمنی، به سل ارزنی تبدیل می‌شود (به دلیل گرانولوم‌های شبیه دانه‌های ارزن در عکس قفسه سینه).
محل کلاسیک برای عفونت اولیه، اطراف شکاف لوب‌های ریه است، یا در قسمت بالایی لوب تحتانی یا در قسمت پایینی لوب فوقانی.
اگر کانون گون شامل عفونت غدد لنفاوی مجاور و غدد لنفاوی ناف ریه هم باشد، به آن کمپلکس گون یا کمپلکس اولیه می گویند. زمانی که کمپلکس گون تحت فیبروز و کلسیفیکاسیون قرار می‌گیرد، کمپلکس رانکه نامیده می‌شود.